# René Tourlet
René Tourlet (1757-1836) fut un archiviste français aux Archives nationales.
Né à Amboise, il fut reçu médecin à l'université de Montpellier. Venu en 1799 se fixer à Paris, il y obtint un emploi aux Archives nationales, et concourut à la rédaction des Annales littéraires, du Magasin encyclopédique, et surtout du Moniteur (pour la partie scientifique).

## Œuvres
On a de lui :
- Guerre de Troie depuis la mort d'Hector jusqu'à la ruine de cette ville, poème en quatorze chants par Quintus de Smyrne... (1800)
- Œuvres complètes de l'empereur Julien, traduites, pour la première fois, du grec en français, accompagnées d'arguments et de notes, et précédées d'un abrégé historique et critique de sa vie (1821)
- Traduction complète des odes de Pindare en regard du texte grec (1818)